# Aenictus gleadowii
Aenictus gleadowii é uma espécie de formiga do gênero Aenictus.